# Psilocorsis amydra
Psilocorsis amydra är en fjärilsart som beskrevs av Ronald W. Hodges 1961. Psilocorsis amydra ingår i släktet Psilocorsis och familjen plattmalar. Inga underarter finns listade i Catalogue of Life.